# 飛黃騰達3
飛黃騰達3為《飛黃騰達》的第三輯，於2005年1月20日至5月19日於美國NBC頻道播出。香港無綫電視明珠台於2005年5月7日至9月3日播放。這一輯，9男9女其18人的參加者（應徵者）分為兩派——「學院派」(Book Smarts)和「街頭派」(Street Smarts)。

## 應徵者
兩派中，學院派共有5男4女，他們擁有大學學位；街頭派共有4男5女，他們只有高中學位證書，但他們的平均收入卻是學院派的三倍。學院派把他們的公司（組）命名為「寶石」(Magna，港譯「優等」)；街頭派則命名為「璞玉」(Net Worth，港譯「淨值」)。
| 應徵者           | 譯名     | 公司 | 結果           | 備註                                     |
| Todd Everett     | 陶德     | 寶石 | 第一集被解僱   |                                          |
| Verna Felton     | 薇娜     | 寶石 | 第三集退出     |                                          |
| Danny Kastner    | 丹尼     | 寶石 | 第三集被解僱   |                                          |
| Michael Tarshi   | 麥可     | 寶石 | 第五集被解僱   |                                          |
| Erin Elmore      | 艾琳     | 寶石 | 第十集被解僱   | 第八集被調往璞玉                         |
| Stephanie Myers  | 史蒂芬妮 | 寶石 | 第十一集被解僱 | 第八集被調往璞玉                         |
| Bren Olswanger   | 伯連     | 寶石 | 第十四集被解僱 | 第十三集被調往璞玉                       |
| Alex Thomason    | 艾力克斯 | 寶石 | 第十五集被解僱 | 第十一集被調往璞玉                       |
| Kendra Todd      | 肯德拉   | 寶石 | 勝出／被僱用   |                                          |
| Brian McDowell   | 布萊恩   | 璞玉 | 第二集被解僱   |                                          |
| Kristen Kirchner | 克莉絲汀 | 璞玉 | 第四集被解僱   |                                          |
| Tara Dowdell     | 泰勒     | 璞玉 | 第六集被解僱   |                                          |
| Audrey Evans     | 奧黛麗   | 璞玉 | 第七集被解僱   |                                          |
| John Gafford     | 約翰     | 璞玉 | 第八集被解僱   |                                          |
| Angie McKnight   | 安琪     | 璞玉 | 第十二集被解僱 |                                          |
| Chris Shelton    | 克利斯   | 璞玉 | 第十三集被解僱 |                                          |
| Craig Williams   | 克雷格   | 璞玉 | 第十六集被解僱 | 第八集被調往寶石                         |
| Tana Goertz      | 塔娜     | 璞玉 | 在結局中被解僱 | 第八集被調往寶石，之後在第十五集調回璞玉 |
| 漏網鏡頭         |          | 川普 | 第九集特別節目 | 回顧前八集節目，並為後面作預告           |

## 每週概要

### 第一週
- 美國播映日期：2005年1月20日
- 明珠台播映日期：2005年5月7日
- 主辦公司：漢堡王(Burger King)
- 項目助理：
  - 優等—Todd
  - 淨值—John
- 任務：宣傳漢堡王新推出的漢堡包產品
- 勝出：淨值
  - 勝出的獎勵：與杜林普到著名的「Club 21」餐廳晚餐
- 落敗：優等 
  - 進入「最後會議室」的應徵者：Alex、Todd和Danny
  - 被解僱：Todd

### 第二週
- 美國播映日期：2005年1月27日
- 明珠台播映日期：2005年5月14日
- 主辦公司：雅虎(Yahoo!)
- 項目助理：
  - 優等—Michael
  - 淨值—Brian
- 任務：裝修及打理汽車旅館，由客人在雅虎網站上評分
- 勝出：優等
  - 獎勵：晚上在商人福布斯(Steve Forbes)的遊艇上晚餐
- 落敗：淨值 
  - 進入「最後會議室」的應徵者：沒有
  - 被解僱：Brian

### 第三週
- 美國播映日期：2005年2月3日
- 明珠台播映日期：2005年5月21日
- 主辦公司：雀巢(Nestlé)
- 項目助理：
  - 優等—David
  - 淨值—Angie
- 任務：推廣雀巢公司旗下品牌「Nescafé Taster's Choice」
- 勝出：淨值
  - 勝出的獎勵：乘坐直昇機遊覽紐約市上空
- 落敗：優等
  - 進入「最後會議室」的應徵者：Stephanie、Danny和Michael
  - 被解僱：Danny
- 中途退出：Verna
- 備註：
  - 在《飛黃騰達》系列中，首次有應徵者中途退出

### 第四週
- 美國播映日期：2005年2月10日
- 明珠台播映日期：2005年5月28日
- 主辦公司：多芬(Dove)和Deutsch, Inc.
- 項目助理：
  - 優等—Erin
  - 淨值—Kristen
- 任務：拍攝一個廣告，宣傳多芬新推出的沐浴露
- 本週無人勝出，所有應徵者都要回到會議室
  - 進入「最後會議室」的應徵者：Erin、Michael、Bren、Tana、Kristen和Audrey
  - 被解僱：Kristen
- 備註：
  - 在《飛黃騰達》系列中，首次兩組一同落敗

### 第五週
- 美國播映日期：2005年2月17日
- 明珠台播映日期：2005年6月4日
- 主辦公司：美國Visa和Airstream
- 項目助理：
  - 優等—Bren
  - 淨值—Tana
- 任務：在Visa和Airstream的幫助下，提供一個流動服務
- 勝出：淨值
  - 勝出的獎勵：獲得$20000美元到「御木本珍珠」瘋狂購物
- 落敗：優等
  - 進入「最後會議室」的應徵者：Stephanie、Michael和Bren
  - 被解僱：Michael
- 備註：
  - 本週由Jill Cremer取代Carolyn作為杜林普的耳目

### 第六週
- 美國播映日期：2005年2月24日
- 明珠台播映日期：2005年6月11日
- 主辦公司：Sony Electronics和新力(Sony)PlayStation
- 項目助理：
  - 優等—Alex
  - 淨值—Tara
- 任務：在哈林區設計一個塗鴉廣告宣傳新力PlayStation 2的賽車遊戲跑車浪漫旅4(Gran Turismo 4)
- 勝出：優等
  - 勝出的獎勵：一個知名的攝影師為他們拍照
- 落敗：淨值
  - 進入「最後會議室」的應徵者：Audrey、Tara和Craig
  - 被解僱：Tara
- 備註：
  - 本週由Jill Cremer取代Carolyn作為杜林普的耳目

## 外部連結
- NBC.com：「飛黃騰達第三輯」官方網頁(英語)
- 「飛黃騰達第三輯」每週精華(英語)
- 無綫電視：「飛黃騰達第三輯」網頁 （页面存档备份，存于）